# El rector
El rector (títol original: The Principal) és una pel·lícula d'acció dirigida per Christopher Cain estrenada el 1987 i doblada al català.

## Argument
El professor Rick Latimer (James Belushi) és un professor d'institut que no està travessant pel seu millor moment. La seva dona l'ha abandonat i té problemes amb l'alcohol. Per si això no fos suficient, ara ha estat traslladat per ocupar el lloc de director en el conflictiu col·legi de Brandel High, una escola de mala reputació en el qual els estudiants, la majoria afroamericans problemàtics, són verdaders delinqüents que atemoreixen els professors. Es tracta de fet d'una mena de sanció disciplinària per haver destrossat el cotxe de l'advocat de la seva exdona. Es troba llavors submergit en un univers on la droga, la violència i el crim són quotidians. Però Rick no es deixarà acovardir, comptant amb l'ajuda de Jake Phillips (Louis Gossett Jr.), el guarda de seguretat de l'escola.

## repartiment
- James Belushi: Professor Rick Latimer
- Louis Gossett, Jr.: Jake Phillips
- Rae Dawn Chong: Hilary Orozco
- Michael Wright: Victor Duncan
- Jeffrey Jay Cohen: White Zac
- Kelly Minter: Treena Lester
- Esai Morales: Raymi Rojas
- Jacob Vargas: Arturo Diego